# Фундасіон
Фундасіон (ісп. Fundación) — місто та муніципалітет на півночі Колумбії, на території департаменту Маґдалена.

## Історія
До іспанського завоювання на території муніципалітету проживали представники індійської групи племен карибів. Поселення, з якого пізніше виросло місто було засноване в 1906 році. Муніципалітет Фундасіон був виділений в окрему адміністративну одиницю в 1945 році.

## Географія

Муніципалітет Фундасіон

Місто розташоване в північно-східній частині департаменту, на правому берегах однойменної річки, на відстані приблизно 75 кілометрів на південь від Санта-Марти, адміністративного центру департаменту Маґдалена. Абсолютна висота — 67 метрів над рівнем моря.
Муніципалітет Фундасіон на півночі межує з територією муніципалітету Аракатака, на північному заході — з муніципалітетом Ель-Ретен, на заході — з муніципалітетом Півіхай, на південному заході — з муніципалітетом Альґарробо, на південному сході та сході — з територією департаменту Сесар. Площа муніципалітету складає 1157 км².

## Населення
За даними Національного адміністративного департаменту статистики Колумбії, сукупна чисельність населення міста та муніципалітету в 2015 році становила 57 344 осіб.
Динаміка чисельності населення муніципалітету за роками:
| 2005   | 2006   | 2007   | 2008   | 2009   | 2010   | 2011   | 2012   | 2013   | 2014   | 2015   |
| ------ | ------ | ------ | ------ | ------ | ------ | ------ | ------ | ------ | ------ | ------ |
| 56 986 | 57 073 | 57 082 | 57 096 | 57 120 | 57 139 | 57 170 | 57 195 | 57 246 | 57 297 | 57 344 |

Згідно з даними перепису 2005 року чоловіки становили 49,1 % від населення Фундасьона, жінки — відповідно 50,9 %. У расовому відношенні білі і метиси становили 89,9 % від населення міста; негри, мулати і райсальці — 6,9 %, індіанці — 3,2 %.
Рівень грамотності серед всього населення становив 84,2 %.

## Економіка
Основу економіки Фундасіона складає сільськогосподарське господарство.
53,8 % від загального числа міських і муніципальних підприємств складають підприємства торговельної сфери, 34,3 % — підприємства сфери обслуговування, 11 % — промислові підприємства, 0,9 % — підприємства інших галузей економіки.

## Транспорт
На схід від міста проходить національне шосе № 45 (ісп. Ruta Nacional 45). У західній частині міста розташований однойменний аеропорт (ICAO: SKFU, IATA: FDA).